# Dez grilhões
Samyojana (pali), no Budismo são os obstáculos responsáveis por prenderem os seres ao ciclo de nascimentos e mortes através de diferentes mundos.
São no total em dez:
1. Ilusão de um "Eu" (sakkaya-ditthi)
2. Dúvida cética (vicikiccha)
3. Apego a rituais (silabbata-paramasa)
4. Desejo dos prazeres sensuais (Kama-raga)
5. Aversão ou má vontade (Vyapada)
6. Apego a uma existência no mundo da forma (rupa-raga)
7. Apego a uma existência no mundo sem forma (arupa-raga)
8. Presunção ou orgulho (mana)
9. Inquietação (uddacca)
10. Ignorância ou delusão (avijja)

Estes obstáculos são enumerados de maneiras diferentes nos Cânones Pali Sutta Pitaka e Abhidhamma Pitaka.